# Тайцы в Гонконге
Тайцы (англ. Thais) — одна из нескольких групп некоренного населения Гонконга. Согласно данным переписи населения 2011 года в Гонконге официально проживало 11,2 тыс. тайцев, неофициально — более 30 тыс. человек (включая таиландских китайцев, говорящих на тайском языке). Большинство тайцев исповедуют буддизм школы тхеравада, лишь немногие из проживающих в Гонконге тайцев владеют кантонским диалектом. Главной правозащитной организацией гонконгских тайцев является «Тайский региональный альянс» (англ. Thai Regional Alliance или TRA). 

## История
С 1970-х годов в Гонконге существовали многочисленные брачные агентства и посреднические конторы, которые подыскивали одиноким мужчинам тайских невест. Несколько позже в Гонконг стали приезжать тайки, работавшие в популярных массажных салонах или домашней прислугой. В кварталах вокруг аэропорта Кайтак оседали тайцы и вьетнамцы, работавшие матросами или обслуживающим персоналом на гонконгских судах. Кроме того, в 1980—1990-х годах в Гонконге осела многочисленная волна таиландских китайцев, покинувших родину по различным причинам (среди них было много китайско-тайских метисов, изначально не владевших китайским языком).
Изначально тайский квартал Гонконга располагался в Центральном районе, но из-за высоких цен на землю и застройки района офисными небоскрёбами в 1990-х годах «Маленький Таиланд» перебрался в округ Коулун-Сити. Многие тайцы не знали английского или кантонского языков, поэтому предпочитали покупать товары и продукты в магазинах земляков с меню и этикетками на тайском.
Перепись 2001 года зафиксировала в Гонконге 14,3 тыс. тайцев, перепись 2006 года — 11,9 тыс. тайцев, перепись 2011 года — 11,2 тыс. тайцев. В Гонконге проживает бывший премьер-министр Таиланда Таксин Чиннават, смещённый со своего поста в результате военного переворота.

## Современное положение
По состоянию на 2011 год крупнейшие общины тайцев проживали в округах Куньтхон (1,1 тыс.), Вонтайсинь (0,8 тыс.) и Самсёйпоу (0,7 тыс.). Местами сборов тайцев служат буддийские храмы — Ват Бхавана в Куньтхоне, Ват Будда Дхамарам в Юньлоне, Ват Мекадхамванарам в Тайпоу и Ват Пра Дхаммакайа в Ваньчае. Ежегодно тайцы отмечают Сонгкран в Коулун-Сити, обливая друг друга водой. 
Так называемый «тайский квартал» (англ. Little Thailand или англ. Thai Town) расположен в округе Коулун-Сити, где вокруг местного рынка находится множество ресторанов и закусочных тайской кухни. На улице Саут-Уолл-роуд сконцентрированы тайские магазины продуктов, видеосалоны, рестораны, закусочные, салоны красоты. По воскресеньям сюда со всего Гонконга стекаются тайско-китайские семьи и женщины-тайки, работающие домашней прислугой, чтобы пообщаться с земляками, покушать привычной еды, обменяться новостями, купить тайские фильмы, музыку, журналы и книги, а также тайские продукты (специи, приправы, овощи, фрукты, сладости, расфасованные порции карри, салатов, сладкого и клейкого риса с соусами) и привезённые из Таиланда мыло, шампуни и косметику.
В «тайском квартале» Коулун-Сити китайские алтари украшены цветами на тайский манер. Во многих магазинах имеются тайские алтари, на стенах висят портреты или фотографии нынешнего короля Таиланда. За пределами квартала имеется множество тайских ресторанов, в том числе сетевых, в которых поварами и официантами работают иммигранты из Таиланда (в Гонконге очень популярны блюда тайской кухни, в том числе том-ям, пряные куриные салаты, жареные на углях кальмары с острым соусом, блюда из клейкого риса с морепродуктами, различные вариации лапши и корня лотоса).
Большая часть тайских иммигрантов занята в секторе домашней прислуги, но их постепенно вытесняют индонезийские и филиппинские домработницы, которые согласны получать меньшую заработную плату и лучше знают кантонский диалект. Сохраняют свои рабочие места лишь те тайцы, которые осваивают разговорный кантонский. Другими профессиями, распространёнными среди тайцев Гонконга, являются уборщики, официанты, парикмахеры и банковские служащие. Кроме того, в Гонконге имеется небольшая, но весьма влиятельная группа тайских инвесторов и бизнесменов, преимущественно китайского происхождения: Робин Чан и его сыновья Стивен Тан и Бернард Чан (контролируют Asia Financial Group и Asia Insurance), Киат Чиараванонт (совладелец таиландского конгломерата Charoen Pokphand Group).    
Саут-Уолл-роуд в Коулун-Сити